# Final do Grand Prix de Patinação Artística no Gelo de 1998–99
A Final do Grand Prix de Patinação Artística no Gelo de 1998–99 foi a quarta edição da competição, um evento anual de patinação artística no gelo organizado pela União Internacional de Patinação (em inglês:  International Skating Union), e o evento final do Grand Prix de 1998–99. Os patinadores se qualificaram para essa competição através de outras seis competições: Trophée Lalique, NHK Trophy, Cup of Russia, Sparkassen Cup on Ice, Skate America e Skate Canada International. A competição foi disputada entre os dias 5 de março e 7 de março de 1999, na cidade de São Petersburgo, Rússia.

## Eventos
- Individual masculino
- Individual feminino
- Duplas
- Dança no gelo

## Medalhistas
| Evento                        | Ouro                                         | Prata                                          | Bronze                                   |
| Individual masculino detalhes | Alexei Yagudin · Rússia                      | Alexei Urmanov · Rússia                        | Evgeni Plushenko · Rússia                |
| Individual feminino detalhes  | Tatiana Malinina · Uzbequistão               | Maria Butyrskaya · Rússia                      | Irina Slutskaya · Rússia                 |
| Duplas detalhes               | Shen Xue · Zhao Hongbo · China               | Elena Berezhnaya · Anton Sikharulidze · Rússia | Maria Petrova · Alexei Tikhonov · Rússia |
| Dança no gelo detalhes        | Anjelika Krylova · Oleg Ovsyannikov · Rússia | Marina Anissina · Gwendal Peizerat · França    | Irina Lobacheva · Ilia Averbukh · Rússia |

## Resultados

### Individual masculino
| Pos.              | Nome              | Nacionalidade  | Pontos | PC | PL |
| ----------------- | ----------------- | -------------- | ------ | -- | -- |
| Medalha de ouro   | Alexei Yagudin    | Rússia         | 1.5    | 1  | 1  |
| Medalha de prata  | Alexei Urmanov    | Rússia         | 3.5    | 3  | 2  |
| Medalha de bronze | Evgeni Plushenko  | Rússia         | 4.0    | 2  | 3  |
| 4                 | Michael Weiss     | Estados Unidos | 6.5    | 5  | 4  |
| 5                 | Alexander Abt     | Rússia         | 7.0    | 4  | 5  |
| 6                 | Andrejs Vlascenko | Alemanha       | 9.0    | 6  | 6  |

### Individual feminino
| Pos.              | Nome             | Nacionalidade | Pontos | PC | PL |
| ----------------- | ---------------- | ------------- | ------ | -- | -- |
| Medalha de ouro   | Tatiana Malinina | Uzbequistão   | 1.5    | 1  | 1  |
| Medalha de prata  | Maria Butyrskaya | Rússia        | 3.0    | 2  | 2  |
| Medalha de bronze | Irina Slutskaya  | Rússia        | 4.5    | 3  | 3  |
| 4                 | Elena Sokolova   | Rússia        | 6.0    | 4  | 4  |
| 5                 | Fumie Suguri     | Japão         | 8.0    | 6  | 5  |
| 6                 | Elena Liashenko  | Ucrânia       | 8.5    | 5  | 6  |

### Duplas
| Pos.              | Nome                                  | Nacionalidade  | Pontos | PC | PL |
| ----------------- | ------------------------------------- | -------------- | ------ | -- | -- |
| Medalha de ouro   | Shen Xue / Zhao Hongbo                | China          | 1.5    | 1  | 1  |
| Medalha de prata  | Elena Berezhnaya / Anton Sikharulidze | Rússia         | 3.0    | 2  | 2  |
| Medalha de bronze | Maria Petrova / Alexei Tikhonov       | Rússia         | 5.5    | 5  | 3  |
| 4                 | Sarah Abitbol / Stéphane Bernadis     | França         | 5.5    | 3  | 4  |
| 5                 | Kyoko Ina / John Zimmerman            | Estados Unidos | 7.0    | 4  | 5  |

### Dança no gelo
| Pos.              | Nome                                    | Nacionalidade | Pontos | DC | DO | DL |
| ----------------- | --------------------------------------- | ------------- | ------ | -- | -- | -- |
| Medalha de ouro   | Anjelika Krylova / Oleg Ovsyannikov     | Rússia        | 2.0    | 1  | 1  | 1  |
| Medalha de prata  | Marina Anissina / Gwendal Peizerat      | França        | 4.0    | 2  | 2  | 2  |
| Medalha de bronze | Irina Lobacheva / Ilia Averbukh         | Rússia        | 6.0    | 3  | 3  | 3  |
| 4                 | Margarita Drobiazko / Povilas Vanagas   | Lituânia      | 9.0    | 5  | 5  | 4  |
| 5                 | Barbara Fusar-Poli / Maurizio Margaglio | Itália        | 9.0    | 4  | 4  | 5  |

## Quadro de medalhas
| Ordem | País        | Medalha de ouro | Medalha de prata | Medalha de bronze |    | Ordem por total |
| ----- | ----------- | --------------- | ---------------- | ----------------- | -- | --------------- |
| 1     | Rússia      | 2               | 3                | 4                 | 9  | 1               |
| 2     | China       | 1               |                  |                   | 1  | 2               |
| 2     | Uzbequistão | 1               |                  |                   | 1  | 2               |
| 4     | França      |                 | 1                |                   | 1  | 2               |
| TOTAL | TOTAL       | 4               | 4                | 4                 | 12 | —               |